# Hanedapompilus
Hanedapompilus  (лат.) — род дорожных ос  (Pompilidae).

## Распространение
Встречается на Дальнем Востоке, Япония.

## Описание
Длина тела около 1 см. Усики чёрные или темно-бурые. Крылья затемнённые (коричневые или серые, без жёлтых отметин). Коготки лапок раздвоенные. Птеростигма в 4 раза длиннее жилки r-rs в переднем крыле. Предположительно, как и другие близкие виды охотятся на пауков.